# Vîtule, Liubeșiv
Vîtule (în ucraineană Витуле) este un sat în comuna Birkî din raionul Liubeșiv, regiunea Volînia, Ucraina.

## Demografie
Componența lingvistică a localității Vîtule
     Ucraineană (100%)
Conform recensământului din 2001, toată populația localității Vîtule era vorbitoare de ucraineană (100%).